# 高知県畜産試験場
高知県畜産試験場（こうちけんちくさんしけんじょう、Kochi Prefectural Livestock Experiment Station）は、高知県における畜産業の研究・指導を目的として設置された高知県の機関。本場は高知県高岡郡佐川町にある。
チャボなどの愛玩鶏の種保存を行っている事でも知られる。

## 概要
「高知県種畜場」として1924年（大正13年）に長岡郡長岡村東崎（現在の南国市）に設立。翌年に高岡郡東叉村（現・高岡郡窪川町）の国立種馬場跡に移転。

## 組織
組織の長は所長である。
- 高知県高岡郡佐川町中組1247番地に設置
  - 大家畜科 - 土佐褐色牛の種保存や改良を担当
  - 中小家畜科 - 地鶏の開発や、高知県を原産とする8種の愛玩鶏を中心に、愛玩鶏の種保存を担当
  - 環境飼料科 - 芝草地の放牧利用促進に関する研究や、飼料作物の品種選定などを担当

## 沿革
- 1966年（昭和41年）- 高知県畜産試験場に改称し、総務課・乳牛科・肉用牛科・養豚科・草地科を設置
- 1969年（昭和44年）- 現在地に移転
- 1971年（昭和46年）- 高知県種鶏場を統合し、総務課・乳牛科・肉用牛科・養豚科・草地科・卵用鶏科・肉用鶏科を設置
- 1990年（平成2年）- 家畜ふれあい広場を開設
- 1993年（平成5年) - 一般向けに家畜学習館を開設
- 1994年（平成6年）- 組織改正により総務課・大家畜科・環境養豚科・経営飼料科・繁殖技術科・養鶏科と改正
- 1998年（平成10年）- 組織改正により総務課・大家畜科・養豚科・環境飼料科・繁殖技術科・養鶏科と改正
- 2003年（平成15年）- 高知県立農業大学校佐川分校を開設
- 2005年（平成17年）- 組織改正により総務課・大家畜科・中小家畜科・環境飼料科・研究企画員と改正
- 2013年（平成25年）- 組織改正により総務課・研究企画課・大家畜課・中小家畜課と改正

## 主な業績
- 土佐ジロー・はちきん地鶏の開発。土佐褐色牛の種保存および改良。愛玩鶏の種保存。

## 現在の飼養頭羽数
肉用牛と鶏の飼養頭数が多く、それらに比して豚と乳牛は少ない
- 肉用牛 - 99頭（種牛も含む）
- 豚 - 51頭
- 鶏 - 3034羽。

## その他
- 天然記念物に指定されている34種の日本鶏（愛玩鶏）のうち高知県原産の鶏は8種類おり、土佐ジローのペット仕様のプチコッコを入れると高知県原産の愛玩鶏は9種類おり、愛玩鶏の種保存を行う極めて稀有な畜産試験場である。
- 家畜ふれあい広場で飼育されている動物は、多数の愛玩鶏・犬・ウサギ・オシドリ・アヒル・ペット用のミニブタ。